# Ближче до Землі з Заком Ефроном
Ближче до Землі з Заком Ефроном (анг. Down to Earth with Zac Efron) — американський документальний вебсеріал, прем'єра якого відбулася на Netflix 10 липня 2020 року. Виконавчими продюсерами та головними героями проєкту стали відомий актор Зак Ефрон та активіст-еколог Дарін Олієн, відомий як автор книги «Енергія в тарілці: 5 джерел суперсили». Сюжет серіалу обертається навколо Зака Ефрона та його подорожей по всьому світу, зокрема до Франції, Пуерто-Рико, Лондона, Ісландії, Коста-Рики, Перу та Сардинії, і зосереджується на темах екології, подорожей, відновлювальної енергетики, та практики сталого життя.  Критики закидають проєкту розповсюдження псевдонаукових теорій та практик.

## Список епізодів
1. «Ісландія» (анг. Iceland)
2. «Франція» (анг. France)
3. «Коста-Рика» (анг. Costa Rica)
4. «Сардинія» (анг. Sardinia)
5. «Ліма» (анг. Lima)
6. «Пуерто-Рико» (анг. Puerto Rico)
7. «Лондон» (анг. London)
8. «Ікітос» (анг. Iquitos)

## Запрошені зірки
В другому епізоді шоу взяла участь відома голлівудська акторка Анна Кендрік, яка є близькою подругою Ефрона.

## Критика
Джонатан Джаррі, виступаючи в Офісі з питань науки і суспільства Макгілла, стверджує, що шоу в основному є рекламою Даріна Олієна та псевдонаукової продукції, яку він підтримує - від суперпродуктів, що запобігають раку, до сирого козячого молока.Джаррі заявляє, що шоу послідовно використовує справжні екологічні проблеми, щоб змусити глядачів прийняти потрібні Олієну твердження.
Ліндсі Доджсон пише: "Олієн виступає в ролі помічника Ефрона та гуру охорони здоров'я, але значна частина теорій, які він просував упродовж серіалу, не перевірена або спростована", а потім перераховує вісім заяв про здоров'я, зроблених у серії, які насправді є неправдою. 